# Hůrky (Nová Bystřice)

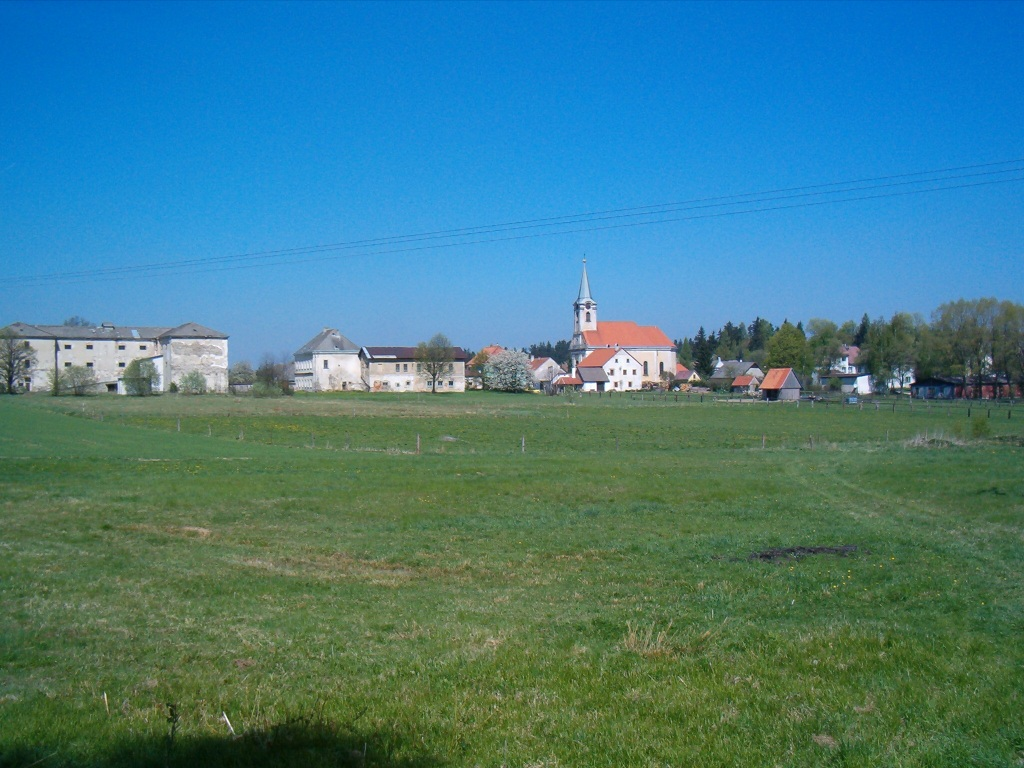
Ortsansicht von Südosten

Hůrky (deutsch: Adamsfreiheit, auch Bergwerk genannt) ist ein Ortsteil von Nová Bystřice (Neubistritz) im südböhmischen Okres Jindřichův Hradec (Bezirk Neuhaus). Er gehört zum Naturpark Böhmisch Kanada. Der Ort ist als ein Längsangerdorf angelegt.

## Geschichte
Gegründet wurde der Ort im Schönteichgau im Jahre 1634 durch den Besitzer der Herrschaft Neuhaus, Graf Adam Paul Slavata von Chlum und Koschumberg (1603–1657). Er siedelte Bergleute aus Sachsen an und verlieh Adamsfreiheit die Privilegien einer Bergstadt samt Siegel und Wappen. Die Ortsbewohner waren von Robot, Kontribution, Wehrdienst und Einquartierung befreit und durften auch ohne Abgaben Bier und Wein ausschenken. Im Jahre 1659 wurden alle Rechte von Ferdinand Wilhelm Slawata bestätigt. Da sich die Kupfer- und Schwefelvorkommen bald als wenig ergiebig erwiesen, wurde der Bergbau bereits 1690 endgültig eingestellt und der Ort zu einem Marktflecken herabgestuft. Im 18. Jahrhundert lebten die Einwohner überwiegend von Weberei und Spitzenklöppelei, welche bis Ungarn verkauft wurden. Ab dem Jahre 1729 werden die Kinder von Adamsfreiheit im Ort unterrichtet, davor waren diese in Zinolten eingeschult. Die Matriken des Ortes werden seit dem Jahre 1769 geführt. Da in der Gemeinde relativ wenig Ackerbau betrieben wurde, kam es im Laufe der Jahre zu einer Abwanderung der Bewohner. Um dies zu verhindern, wird unter Kaiser Josef II. aus den Gütern des aufgelösten Paulanerklosters eine Kolonie von Adamsfreiheit errichtet, welche den Namen Kloster erhielt.
Auch wird im 19. Jahrhundert mehr und mehr Fläche der Gemeinde für den Ackerbau genutzt. Ein neues Schulgebäude, welches 1797 gebaut wurde, musste 1858 abgerissen und neu aufgebaut werden. Um 1840 beginnt man mit der Baumwollweberei im Ort, bei welcher 300 Einwohner ihr Einkommen finden. Aufgrund der hier bereits Fuß gefassten Textilherstellung wird im Jahre 1891 eine Fabrik für Bandweberei errichtet. Durch den Anschluss an das Bahnnetz im Jahre 1898 erlebte Adamsfreiheit einen wirtschaftlichen Aufschwung. Hierbei handelte es sich um eine im Jahre 1897 erbaute Schmalspureisenbahn von Nová Bystřice nach Jindřichův Hradec (Neubistritz nach Neuhaus), die noch im Betrieb ist. Im Jahre 1900 zerstörte ein Großbrand die Kirche des Ortes. Ab 1902 wurde in Heimarbeit auch Stickware hergestellt. Wegen seiner Höhe über dem Meeresspiegel war Adamsfreiheit der schneereichste Ort im Bezirk. Die Einwohner von Adamsfreiheit lebten nur zum Teil von der Vieh- und Landwirtschaft, wobei der weiter im Osten Südmährens gepflegte Weinbau aufgrund des Klimas und der Bodenbeschaffenheit in Adamsfreiheit keine Rolle spielte. Neben Kleingewerbe und den in Adamsfreiheit durchgeführten Hausarbeiten (Strickerei, Weberei) gab es auch noch eine Bandweberei und eine Raiffeisenkassa im Ort. Die Jahrmärkte fanden immer am Montag nach dem Fest Apostel-Teilung (15. Juli) und nach Raphael (29. September) statt.
Nach dem Ersten Weltkrieg und dem Vertrag von Saint-Germain,1919, wurde der Ort, dessen Bewohner im Jahre 1910 zu 99,6 % der deutschen Sprachgruppe angehörten, Bestandteil der neuen Tschechoslowakischen Republik. Durch Siedler und neu besetzte Beamtenposten kommt es zu einem vermehrten Zuzug von Personen tschechischer Sprachzugehörigkeit. Die Elektrifizierung des Ortes wird im Jahre 1929 durchgeführt. Nach dem Münchner Abkommen,  kam der Ort 1938 an das Deutsche Reich und wurde ein Teil des Reichsgau Niederdonau.
Nach dem Ende des Zweiten Weltkrieges  – der 21 Opfer unter den Ortsbewohnern forderte – wurden die im Münchner Abkommen an Deutschland übertragenen Territorien wieder der Tschechoslowakei zugeordnet. Am 28. Mai 1945 wurde der Ort, zeit- und systemgleich mit den umliegenden Gemeinden, von einer Gruppe  militanter Tschechen besetzt. Es wurde eine Gruppe Geiseln genommen und 393 Deutschmährer und zuletzt die Geiseln über die Grenze nach Österreich vertrieben. Im August 1945 bestimmten die Siegermächte im Potsdamer Kommuniqué (Konferenz) die Nachkriegsordnung. Die letzten fünf Familien, die man zur Einschulung von tschechischen Arbeitern in der Bandweberei zurückgehalten hatte, wurden 1946  zwangsausgesiedelt. Das Vermögen der Deutschen wurde durch das Beneš-Dekret 108 konfisziert. Die katholische Kirche in der kommunistischen Ära enteignet. Die nach Österreich vertriebenen Ortsbewohner wurden bis auf ca. 25 %, in Übereinstimmung mit den ursprünglichen Überführungs-Zielen des Potsdamer Kommuniqués, nach Deutschland weiter transferiert. Je eine Person wanderte nach Kanada bzw. in einen anderen europäischen Staat aus.
1985 wurde Hůrky nach Nová Bistřice eingemeindet.

## Wappen und Siegel
Das älteste bekannte Marktsiegel stammt aus dem Jahre 1636. Es zeigt innerhalb einer Umschrift einen Schild mit zwei schräggekreuzten Berghämmern darin. Diese sind belegt mit einer fünfblättrigen Rose. Um diese Zeit entstand das gleichgestaltete, aber größere Gerichtssiegel von Adamsfreiheit.
Wappen:
Mit dem Siegel wurde dem Ort auch ein Wappen übergeben. Es zeigt im goldenen Schild ein schwarzes Bergwerkzeichen. Darüber liegt eine fünfblättrige blaue Rose mit goldenen Butzen.

## Bevölkerungsentwicklung
| Volkszählung | Einwohner gesamt | Volkszugehörigkeit der Einwohner | Volkszugehörigkeit der Einwohner | Volkszugehörigkeit der Einwohner |
| Jahr         | Einwohner gesamt | Deutsche                         | Tschechen                        | Andere                           |
| ------------ | ---------------- | -------------------------------- | -------------------------------- | -------------------------------- |
| 1880         | 486              | 479                              | 7                                | 0                                |
| 1890         | 474              | 473                              | 0                                | 1                                |
| 1900         | 449              | 449                              | 0                                | 0                                |
| 1910         | 511              | 509                              | 2                                | 0                                |
| 1921         | 421              | 400                              | 1                                | 20                               |
| 1930         | 413              | 393                              | 3                                | 17                               |
| 1991         | 157              |                                  |                                  |                                  |
| 2001         | 178              |                                  |                                  |                                  |

## Sehenswürdigkeiten
- Pfarrkirche St. Jakob des Älteren, davor eine Kapelle aus dem Jahre 1732, 1816 neugebaut, 1900 niedergebrannt und wiedererrichtet. Nebenaltäre von Mathias Neubauer.
- Kapelle des Johannes von Nepomuk (18. Jahrhundert)
- Kriegerdenkmal
- Wallfahrtskapelle Maria Schutz (1841)[12][13]

## Söhne und Töchter des Ortes
Franz Schäffer (1900–1971) Schriftsteller, Leiter des Krahuletz-Museums